# Eryngium coquimbanum
Eryngium coquimbanum  es una especie fanerógama de Eryngium perteneciente a la familia de las apiáceas.

## Distribución
Es una hierba caducifolia que se encuentra en Chile en la Región de Coquimbo a una altitud de hasta 500 metros.

## Taxonomía
Eryngium coquimbanum fue descrita por Phil. ex Urb. y publicado en Flora Brasiliensis 11(1): 306, in obs. 1879.
Etimología
Eryngium: nombre genérico que probablemente hace referencia a la palabra que recuerda el erizo: "Erinaceus" (especialmente desde el griego "erungion" = "ción"), sino que también podría derivar de "eruma" (= protección), en referencia a la espinosa hojas de las plantas de este tipo.
Coquimbanum: epíteto geográfico que alude a su localización en la Región de Coquimbo.